# كأس رابطة الأندية الإنجليزية المحترفة 1966–67
كأس رابطة الأندية الإنجليزية المحترفة 1966–67 هو الموسم 7 من كأس رابطة الأندية الإنجليزية المحترفة. أقيم خلال الفترة 23 أغسطس 1966 وحتى 4 مارس 1967، وأشرف على تنظيمه دوري كرة القدم الإنجليزي، وكان عدد الأندية المشاركة فيه 90، وفاز فيه كوينز بارك رينجرز.